# Meszno (wieś w powiecie lubelskim)
Meszno – wieś w Polsce położona w województwie lubelskim, w powiecie lubelskim, w gminie Garbów.
W latach 1975–1998 miejscowość należała administracyjnie do województwa lubelskiego.
Wieś stanowi sołectwo gminy Garbów. Według Narodowego Spisu Powszechnego z roku 2011 wieś liczyła 62 mieszkańców.
Meszno, w przeciwieństwie do innych miejscowości w gminie Garbów (które posiadają kod pocztowy 21-080), posiada kod pocztowy 21-132 (siedziba Urzędu Pocztowego w Kamionce).
Wieś należy do Parafii Matki Bożej Anielskiej w Starościnie.

## Etymologia
Meszne, była to danina kościelna, przeznaczona na odprawianie mszy, stąd przeznaczone w tym celu folwarki lub obszary gruntów, nadawane kościołom, otrzymywały często nazwy: Meszna, Meszne, Meszno, Mszenna. 